# Gerwin Meinertzhagen
Gerwin Meinertzhagen (* im 16. Jahrhundert oder 17. Jahrhundert in Köln; † im 17. Jahrhundert ebenda) war ein deutscher Jurist, Professor und Gesandter der Reichsstadt Köln zu den Westfälischen Friedensverhandlungen 1648.

## Leben
Gerwin Meinertzhagen entstammte dem Kölner Patriziergeschlecht Meinertzhagen, das im Besitz der Burg Heimerzheim war, und wurde als Sohn des Kölner Senators Johann Meinertzhagen und dessen Ehefrau Gertrud Calenius geboren.
Er absolvierte ein Studium der Rechtswissenschaften an der Kölner Universität und schloss es als Doktor beider Rechte ab.
Meinertzhagen wurde Hofkammerassistent des Kölner Erzbischofs Ferdinand von Bayern und war dessen Gesandter zum Frankfurter Deputationstag.
Dieser verhandelte von Januar 1643 bis August 1645 und erhielt vom Kaiser den Arbeitsauftrag, eine neue Reichskammergerichtsordnung auszuarbeiten.
Gemeinsam mit Constantin von Lyskirchen und Hermann Halveren nahm er an den Friedensverhandlungen teil, die 1648 zum Westfälischen Frieden geführt haben. Dabei reiste er als Erster im November 1645 nach Münster.
1653 war er Kölns Gesandter zum Reichstag zu Regensburg.
1660 war er Senator und Hochschullehrer an der Alten Kölner Universität.
Meinertzhagen war „ein hervorragender Mann mit ciceronischer Beredsamkeit, der in vielen Gesandtschaften beim Kaiser die Zierde der Stadt war“.
Er war verheiratet mit Catharina Therlagen genannt Lennep (1602–1660, Tochter des Peter Therlagen genannt Lennep, Senator in Köln, und der Anna Catharina von Gail). Aus der Ehe ging der Sohn Johann Peter (1633–1689, von 1680 bis 1683 Bürgermeister in Köln) hervor.